# Sterculia harmandii
Sterculia harmandii är en malvaväxtart som beskrevs av Jean Baptiste Louis Pierre. Sterculia harmandii ingår i släktet Sterculia och familjen malvaväxter. Inga underarter finns listade i Catalogue of Life.